# Cadillac DeVille
Спочатку назва Deville використовувалася компанією Cadillac для позначення рівня обробки салону, а потім під такою назвою продавали окрему модель.  Перший автомобіль, який носить ім'я DeVille, був Cadillac 1949 року, що являв собою престижний рівень обробки салону розкішного купе серії 62. Остання модель DeVille виготовлена у 2005 році. У наступному році DeVille був офіційно перейменований на DTS (що розшифровується як DeVille Touring Sedan, так само як  рівень обробки салону на більш ранніх моделях). Всього було виготовлено приблизно 3 870 000 автомобілів.
Cadillac DeVille пропонувався у вигляді чотиридверного седана, дводверного купе (Coupe DeVille, довгий час був найбільш продаваним у США розкішним автомобілем узагалі), а іноді й кабріолета.

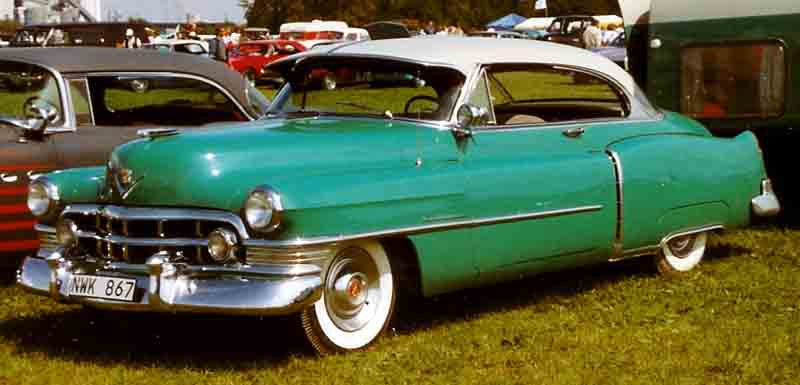
Cadillac Coupe DeVille 1 (1949–1953)
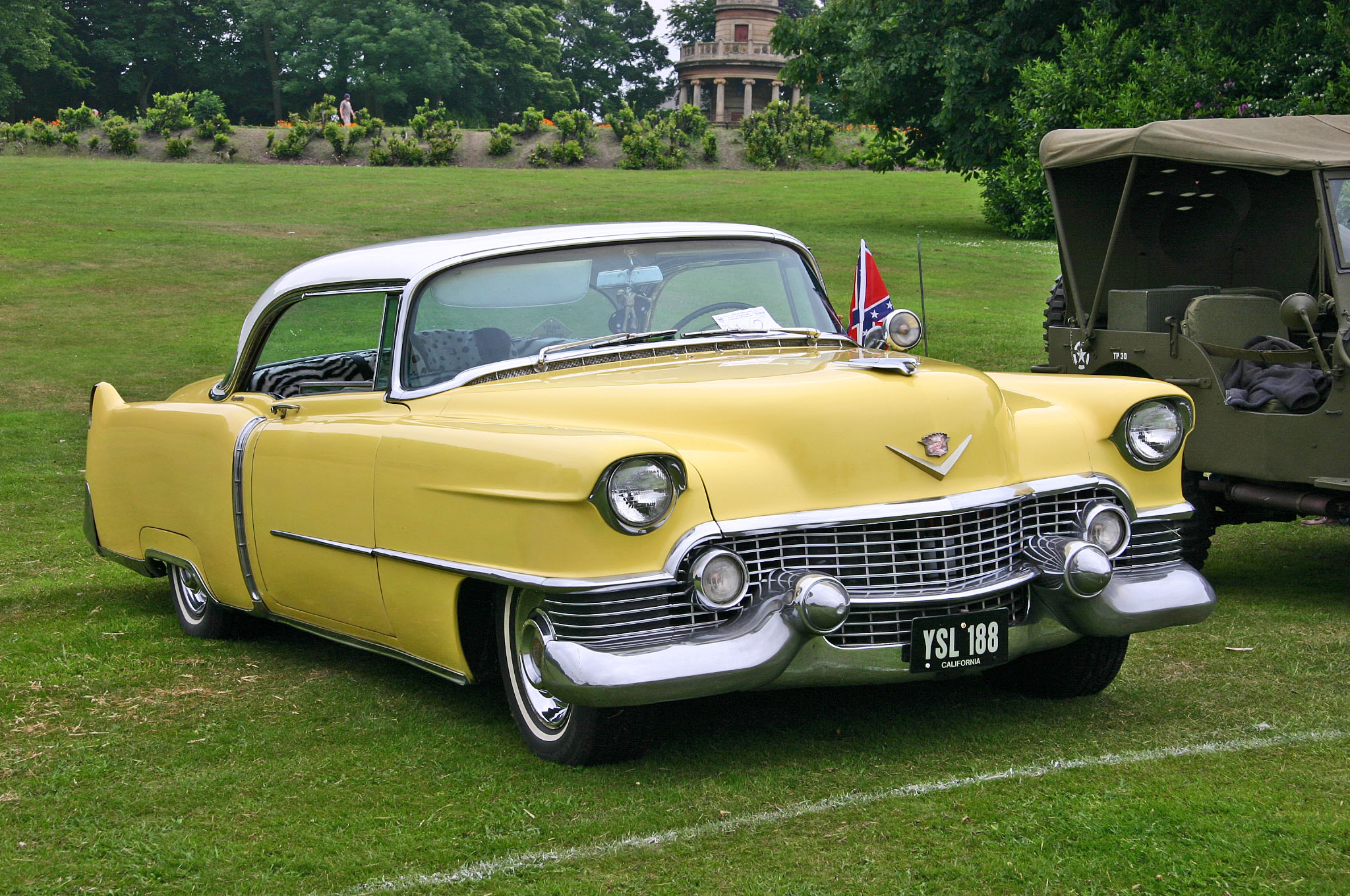
Cadillac Coupe DeVille 2 (1954–1956)
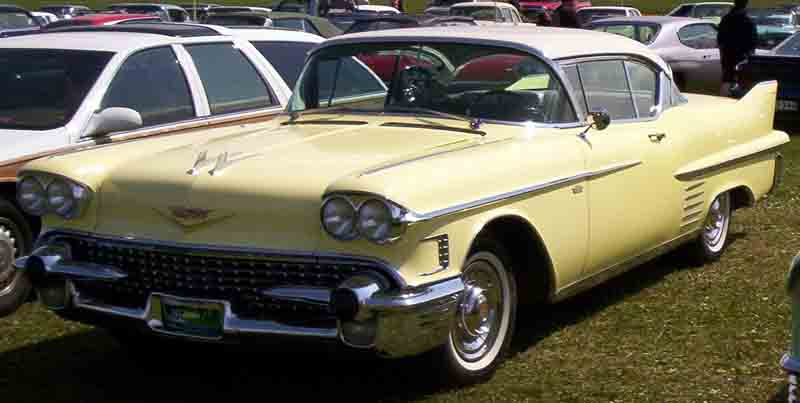
Cadillac Coupe DeVille 3 (1957–1958)
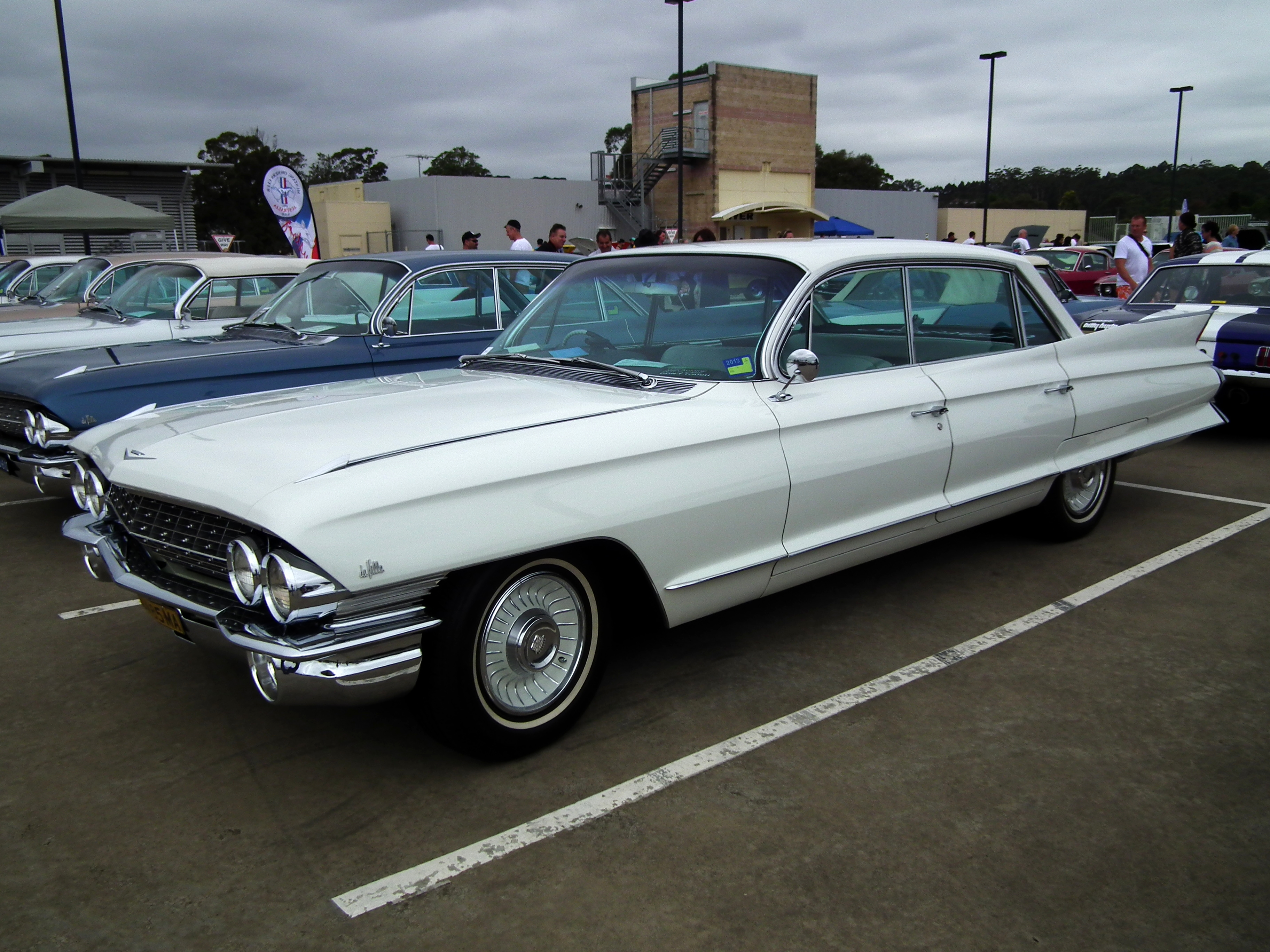
Cadillac DeVille 4 (1959–1964)
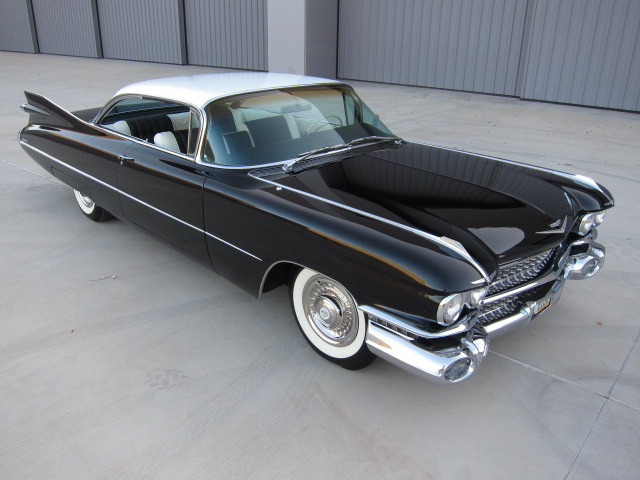
Cadillac Coupe DeVille 4 (1959–1964)
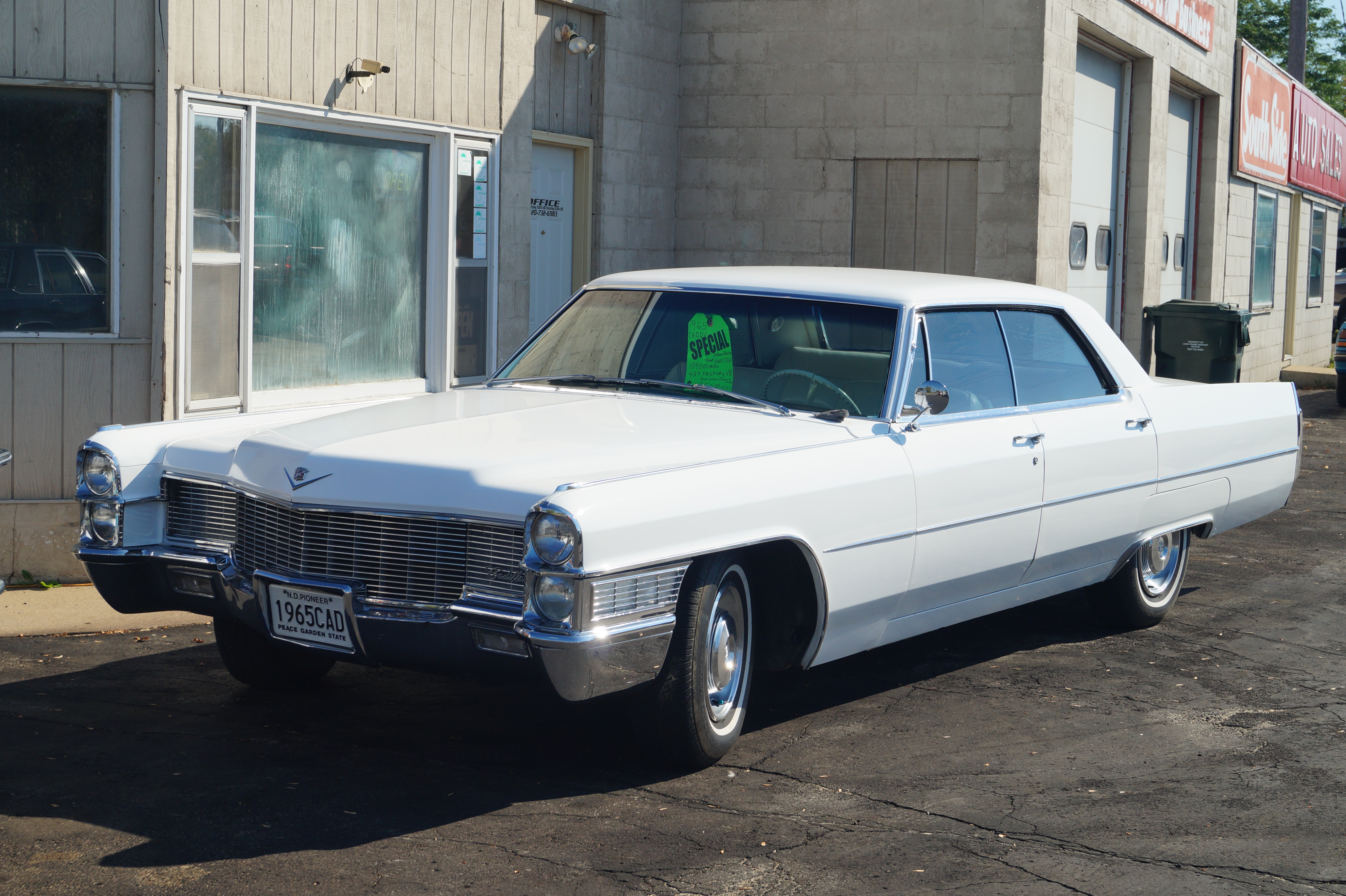
Cadillac DeVille 5 (1965–1970)
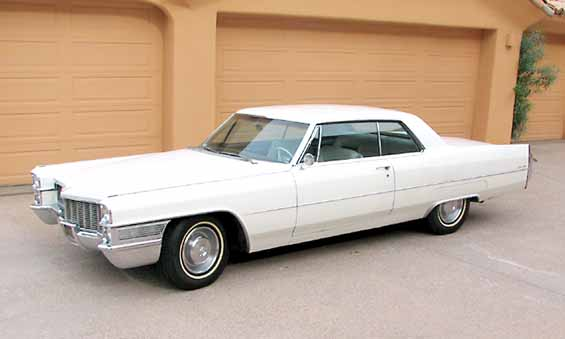
Cadillac Coupe DeVille 5 (1965–1970)

## Четверте покоління (1971–1976)

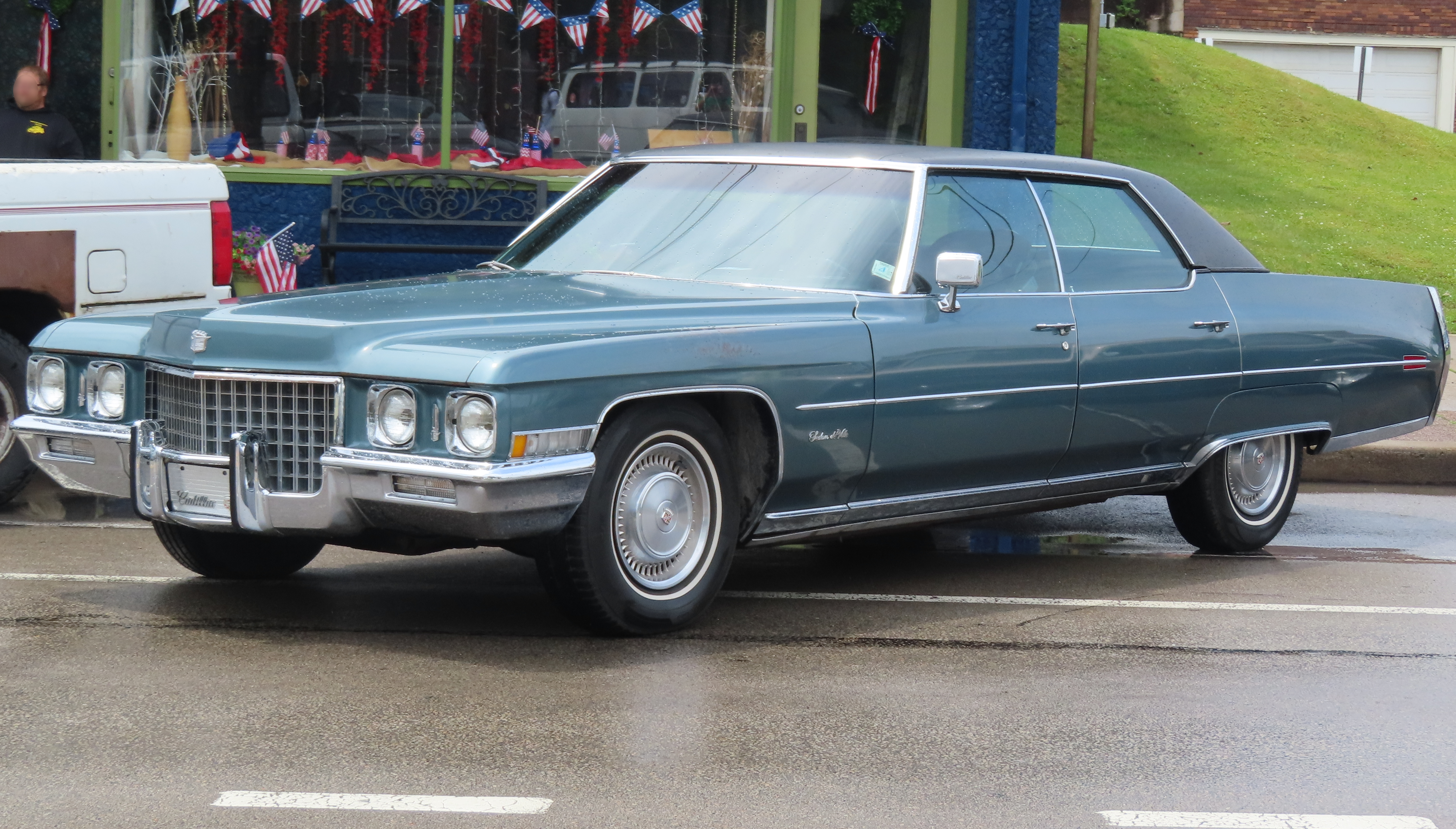
Cadillac DeVille 4 (1971–1976)

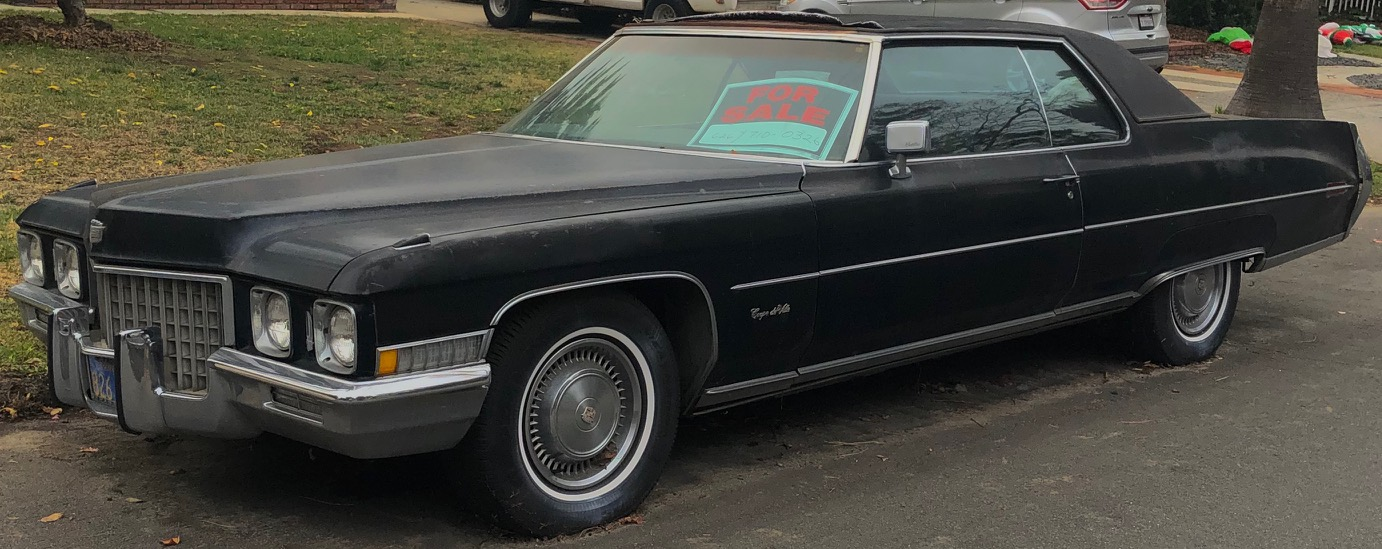
Cadillac Coupe DeVille 4 (1971–1976)

Купе DeVille залишалося з жорстким дахом до 1973 модельного року, але в 1974 році воно стало купе з середніми стійками та модними на той час маленькими круглими вікнами за середніми стійками («оперні вікна»).

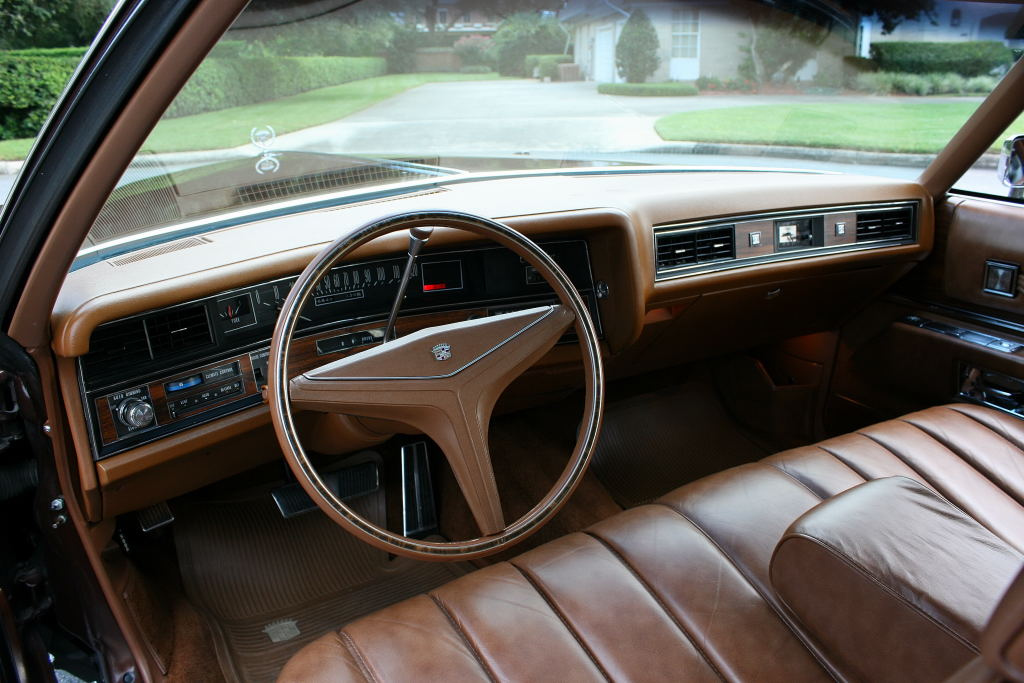

Седан DeVille залишався седаном з жорстким дахом до 1976 року. Нові прямокутні фари з поворотниками, що огинали кути, з'явилися в 1975 році, а решітка радіатора більше не була втоплена. 7,7-літровий двигун був знятий з виробництва в 1975 році, залишивши 8,2-літровий V8 єдиним доступним двигуном.

## П'яте покоління (1977–1984)

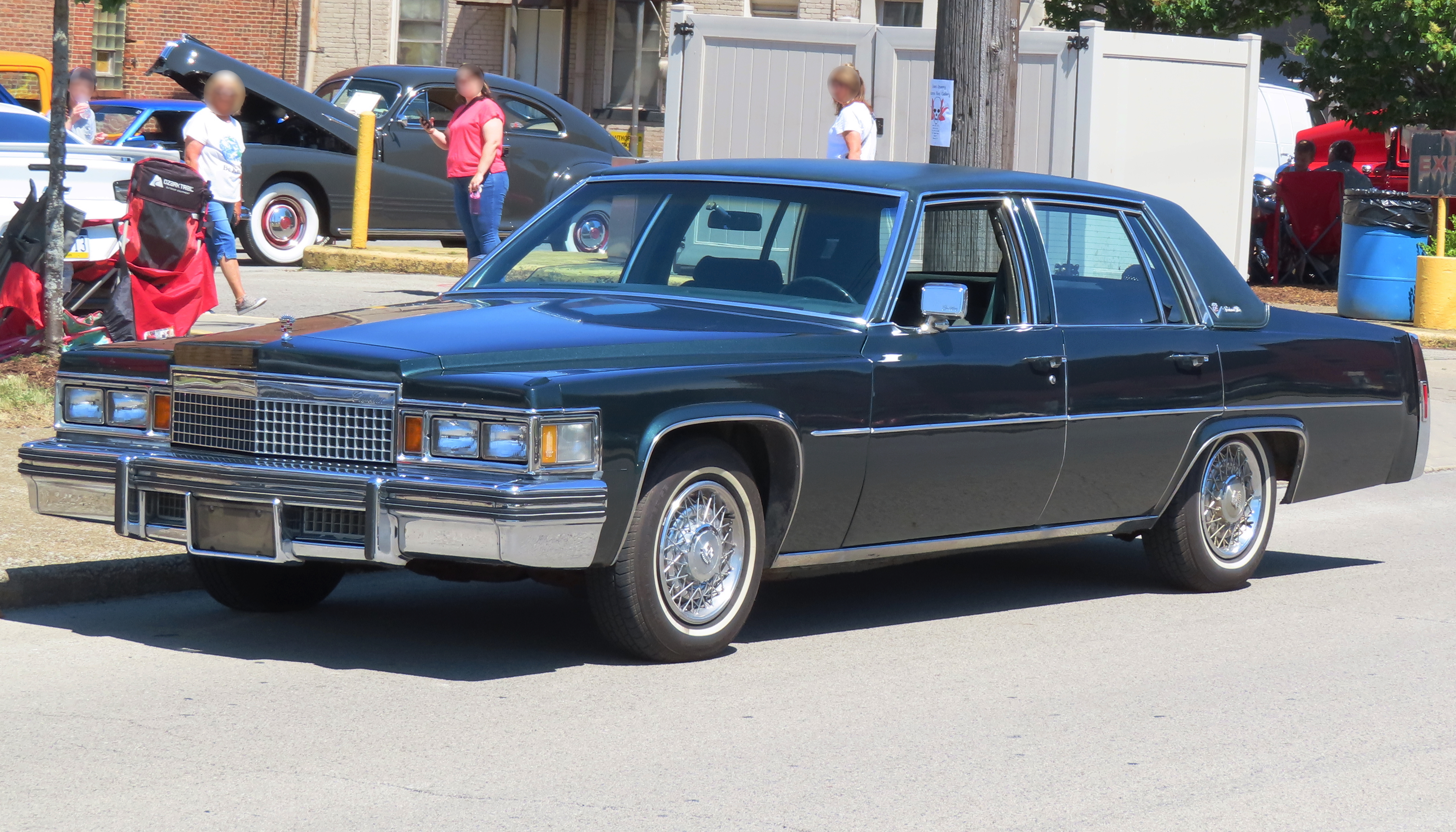
Cadillac DeVille 5 (1977–1984)

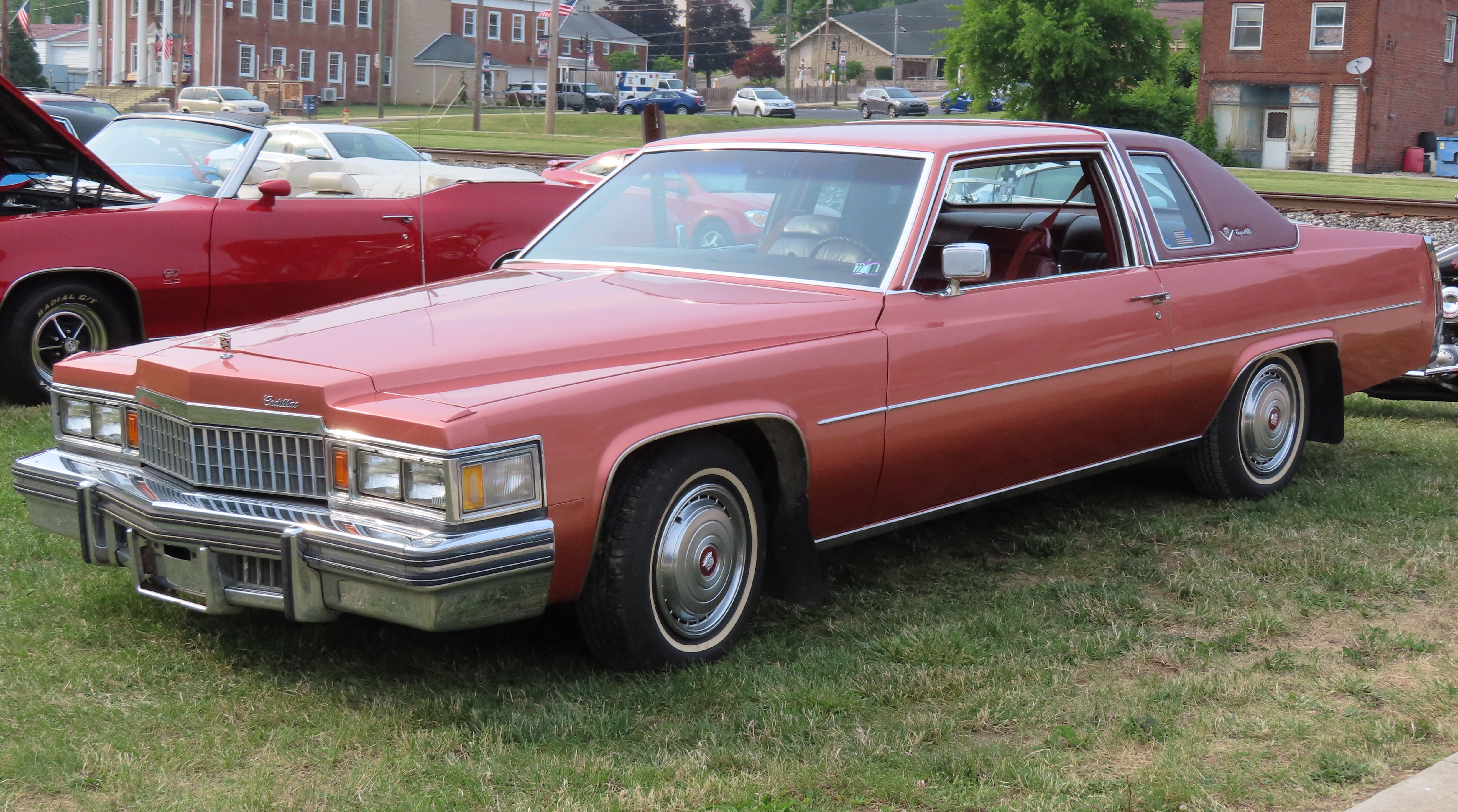
Cadillac Coupe DeVille 7 (1977–1984)

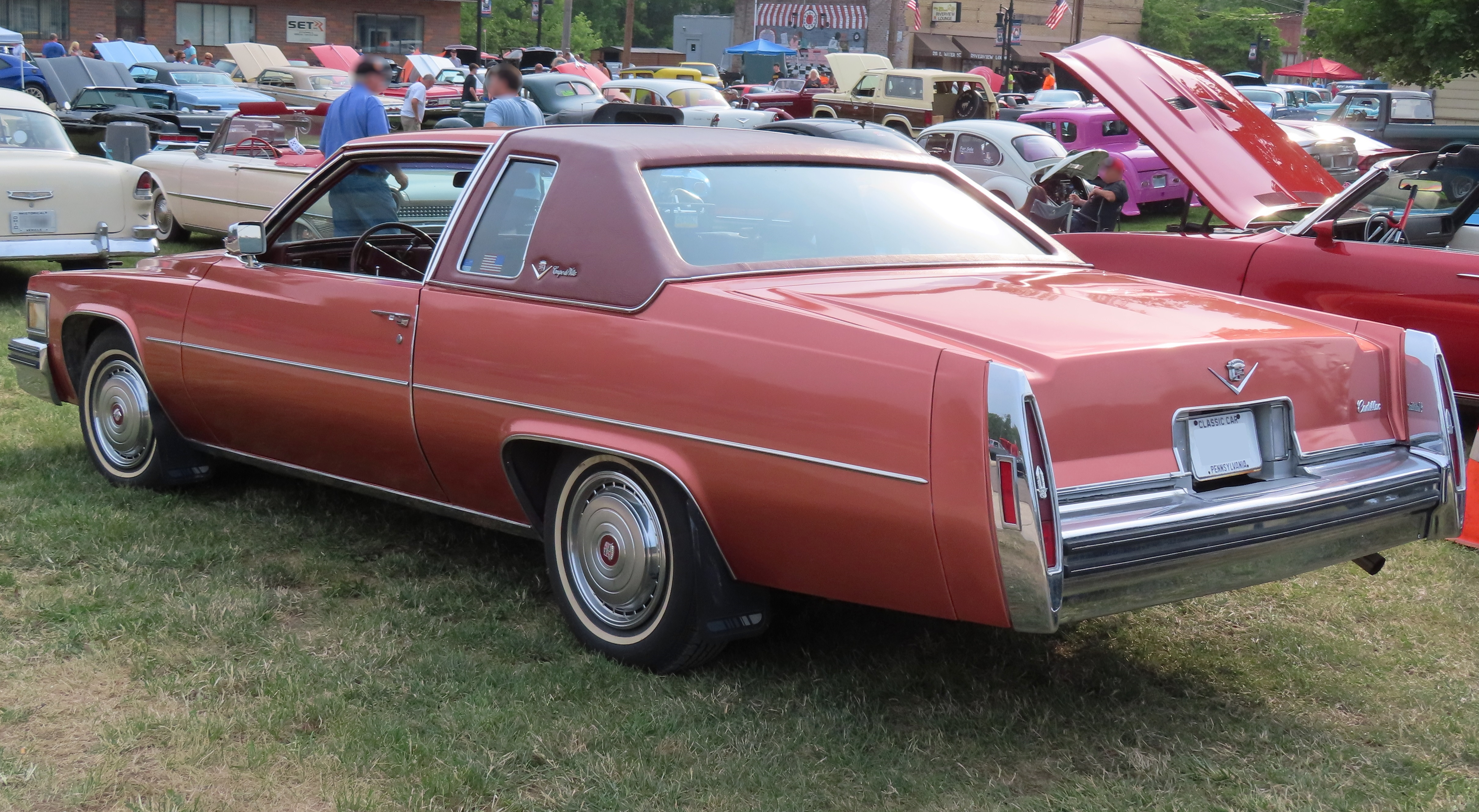

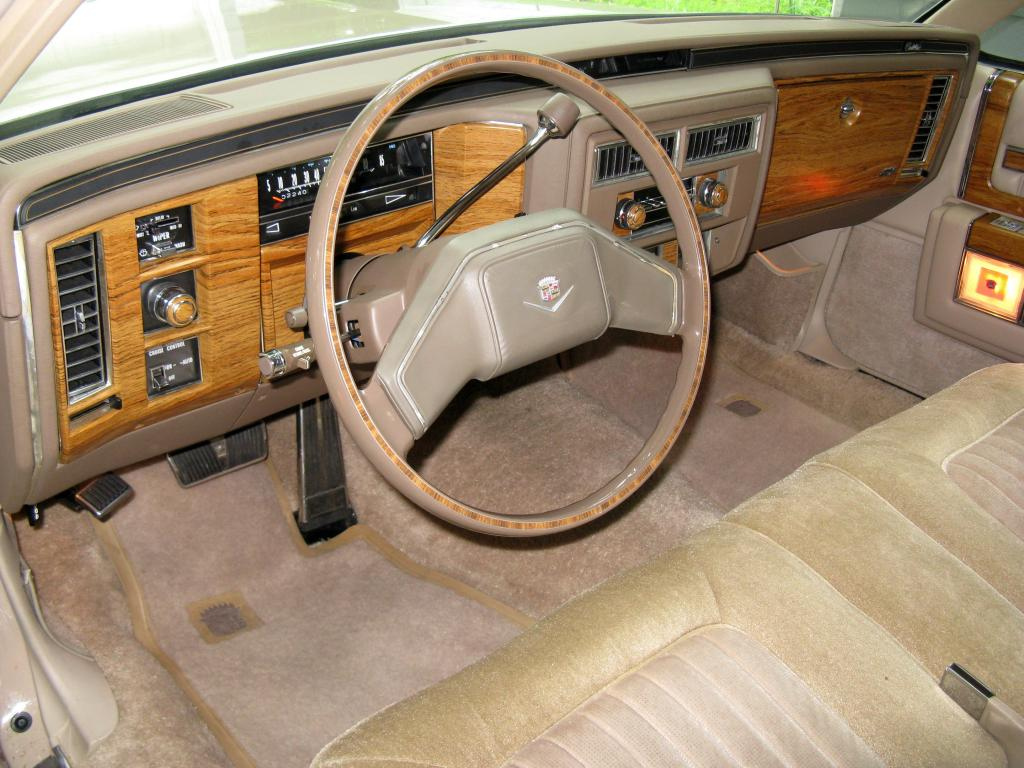

У 1977 модельному році Cadillac представив п'яте покоління DeVille. Після того, як Calais був знятий з виробництва наприкінці 1976 модельного року, DeVille став новою моделлю початкового рівня Cadillac. Краще оснащена сестринська модель продавалася не як Sixty Special, а як Fleetwood Brougham.
П'яте покоління DeVille було створено в період, що ознаменувався наслідками першої кризи цін на нафту. Правові норми, що обмежують споживання палива автопарком (Corporate Average Fuel Economy, CAFE), змусили американських виробників вжити заходів для зниження споживання палива своїми автомобілями. General Motors впровадила ці норми, серед іншого, зменшивши розміри своїх повнорозмірних моделей. Cadillac DeVille був однією з перших моделей, які скористалися цим зменшенням. П'яте покоління DeVille має на 216 мм коротшу колісну базу та на 250 мм коротше за свого попередника; водночас вага була зменшена на 340 кг.
Технічною основою стала нова версія C-платформи. Автомобіль має окрему периметральну раму, на якій кріпиться кузов. Передні колеса мають незалежну підвіску, а задні - на чотириважільній незнімній осі. DeVille був доступний як дводверне купе та чотиридверний седан. У 1980 модельному році відбулося значне оновлення дизайну, яке вплинуло насамперед на дизайн передньої частини та лінії задньої стійки. DeVille зберіг кузов, представлений у 1980 році, до припинення виробництва у 1984 році. Конфігурація двигуна часто змінювалася. Спочатку DeVille мав восьмициліндровий бензиновий двигун V-подібного типу об'ємом 6965 см³, який був замінений на варіант об'ємом 6036 см³ для модельного року 1980. У 1981 модельному році 6,0-літровий двигун отримав систему деактивації циліндрів, що означало, що залежно від навантаження працювали чотири, шість або вісім циліндрів. Система була схильна до збоїв і шкодила репутації Cadillac. Його виробництво було знято лише через рік. Як альтернатива, у 1981 та 1982 роках ненадовго був доступний шестициліндровий бензиновий двигун V-подібного типу від Buick. Це був перший двигун Cadillac за 70 років, який мав менше восьми циліндрів. Нарешті, у 1982 році з'явився власний восьмициліндровий двигун Cadillac з робочим об'ємом 4087 см³. Як альтернатива, з 1979 року був доступний 5,7-літровий дизельний двигун, але він був недостатньо потужним та ненадійним.
DeVille можна було модернізувати різними варіантами обладнання. Серед них була обшивка даху кабріолета для купе, Phaeton Edition та комплектація D'Elegance.

## Шосте покоління (1985–1993)

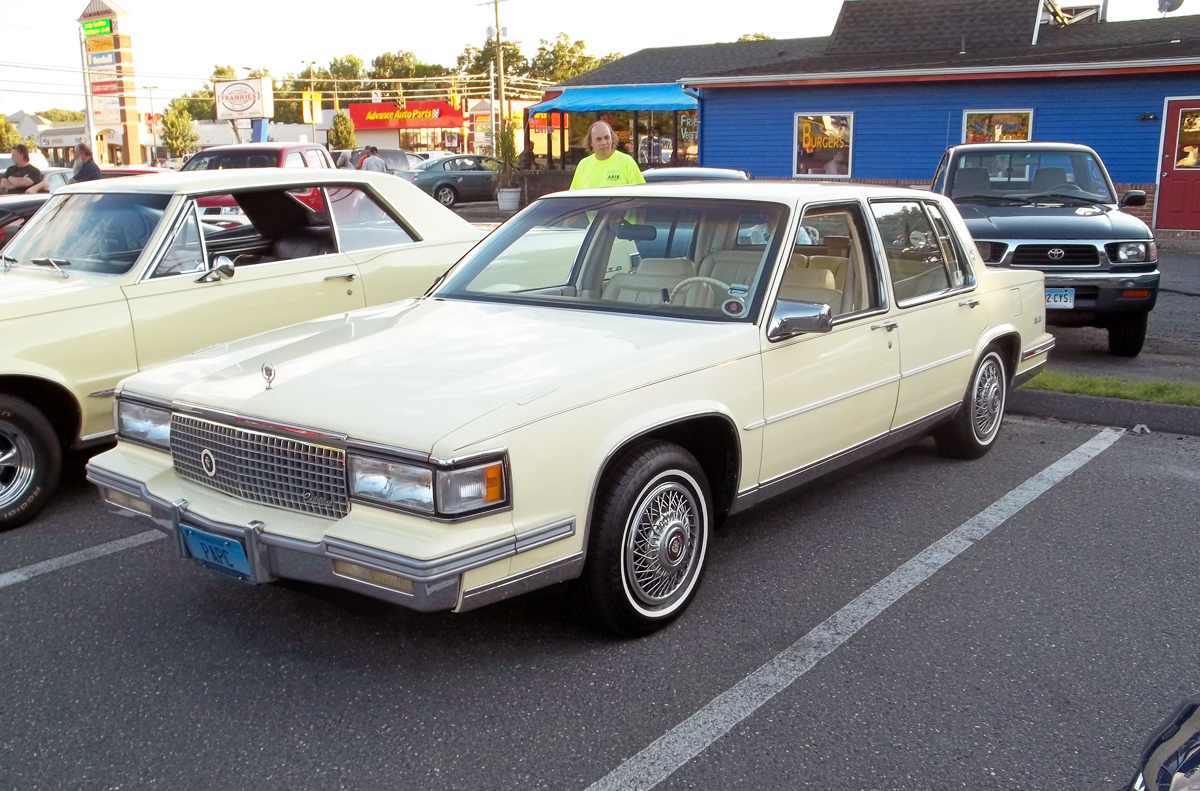
Cadillac DeVille 6 (1985–1988)

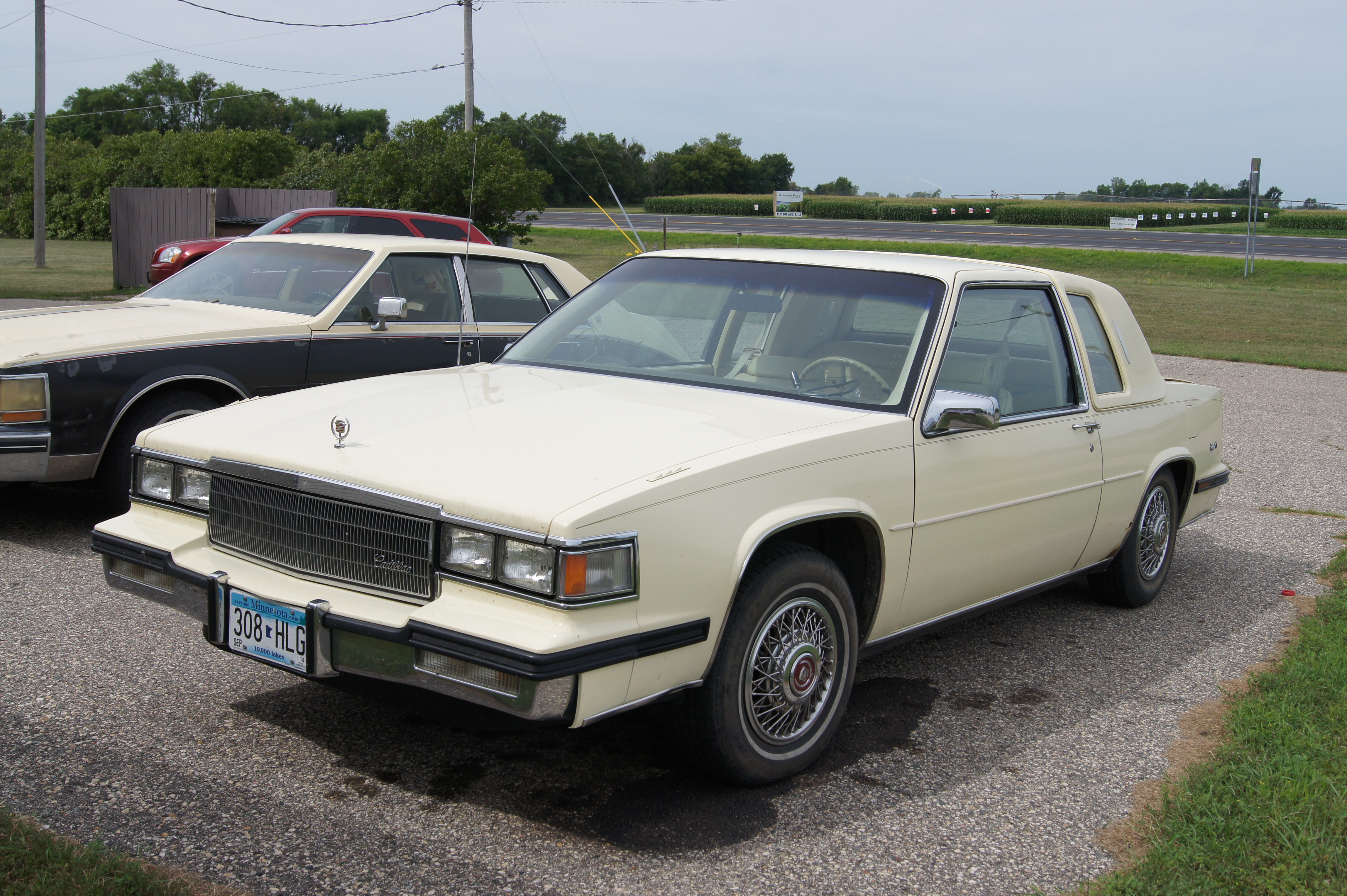
Cadillac Coupe DeVille 6 (1985–1988)

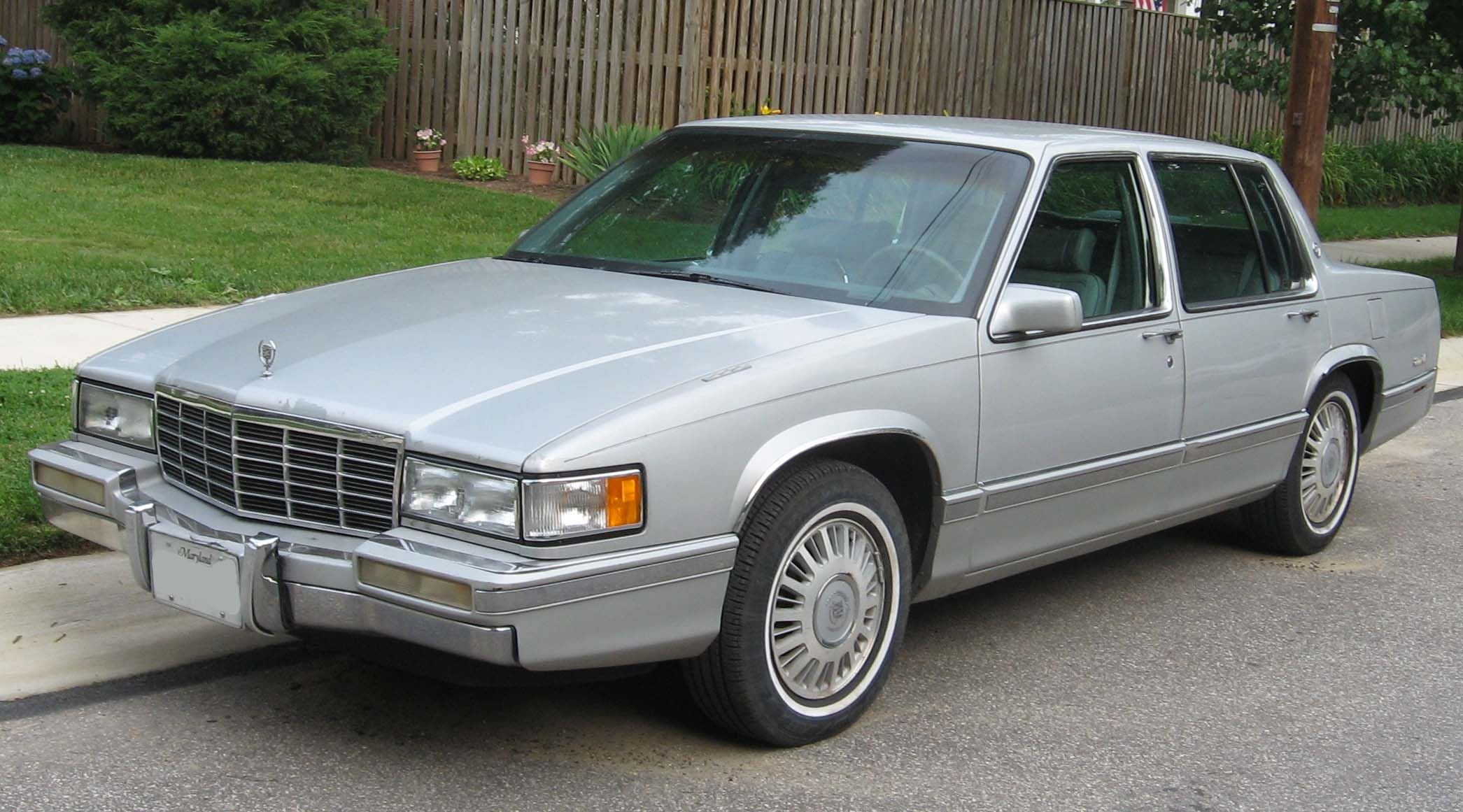
Cadillac DeVille 6 (1988–1993)

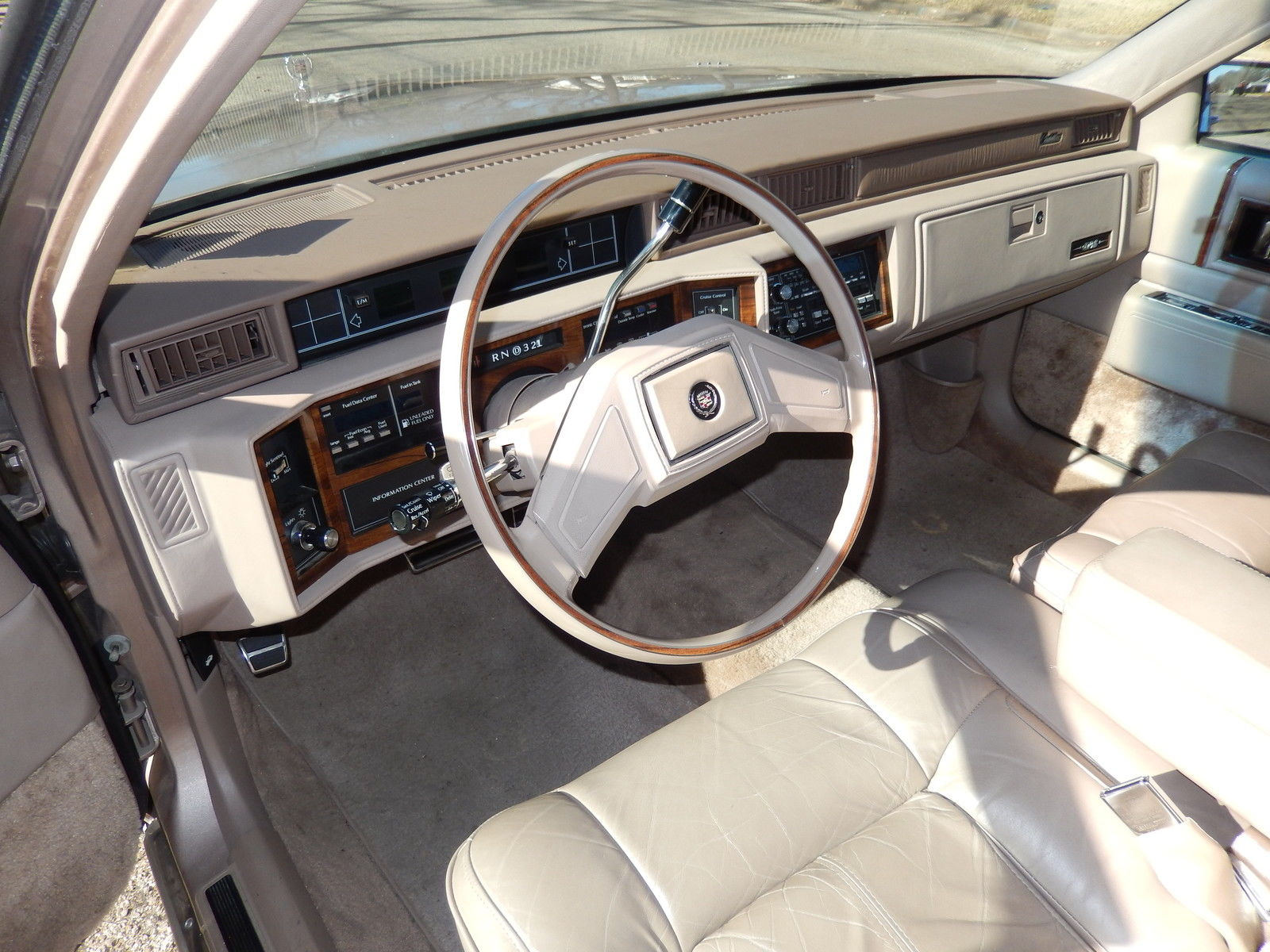

Передньопривідні автомобілі 1985 модельного року, купе і седан мали розташований спереду поперечно восьмициліндровий V-подібний двигун поєднаний з автоматичною гідромеханічною коробкою передач. Таке розміщення силового агрегату дозволило істотно скоротити займане ним місце і збільшити простір салону, особливо в зоні ніг передніх пасажирів. Так що, не дивлячись на те, що автомобілі стали меншими і перейшли на більш коротку в 110,8 дюймів (2815 мм) колісну базу, розміри салону практично не скоротилися.
Повністю новий інтер'єр і краще організована передня панель забезпечували більшу зручність управління і створювали відчуття простору, зокрема за рахунок великих стекол. На замовлення, можна було встановити оригінальну електронну цифрову вакуумно-флуоресцентну панель приладів, яка додавала розкоші в салоні.
Автомобілі оснащувалися 4,1-літровим восьмициліндровим V-подібним бензиновим двигуном потужністю 125 к.с. з системою центрального уприскування палива з цифровим електронним управлінням. Тільки в 1985 модельному році пропонувався дизельний 4,3-літровий V-подібний шестициліндровий двигун потужністю 85 к.с.
Для любителів не тільки комфортабельній, але і швидкої їзди в 1986 модельному році були випущені Touring версії всіх моделей. Більш жорсткі пружини і стабілізатори поперечної стійкості передньої і задньої підвісок, «коротке», зі зменшеним передавальним відношенням кермове управління, форсований до 130 к.с. двигун надавали автомобілям поліпшені їздові властивості. Зовні моделі відрізнялися великим сполером з протитуманними фарами під переднім бампером і невеликими - на кромці кришки багажника, широкими сірими молдингами по низу кузова, литими 15-дюймовими колесами.
У 1987 модельному році зовнішність автомобілів була трохи змінена. З'явилася можливість замовлення автомобіля з двокольоровим забарвленням кузова, тільки для купе можна було замовити обробку всього даху тканиною, що імітує відкритий автомобіль, кабріолет. З 1988 модельного року автомобілі стали обладнуватися двигуном збільшеного, за рахунок більшого діаметра циліндрів, до 4,5 літрів робочого об'єму, потужністю 155 к.с.
З 1989 модельного року всі автомобілі серії стали більшими, а чотирьохдверні моделі були переведені на збільшену до 2890 міліметрів (113,8 дюймів) колісну базу, так як покупці стали віддавати перевагу великим седанам. Зовні змінені автомобілі відрізнялися новими переднім і заднім бамперами, новим капотом і більш широкими ґратами радіатора. Для безпеки був посилений кузов, а в 1991 модельному році знову з'явилася спортивна версія моделі, але тепер тільки для седана - Touring Sedan.
У 1991 модельному році на всі моделі стали встановлювати оновлений, збільшеного до 4,9-літрів робочого об'єму двигун потужністю 200 к.с. з центральним уприскуванням палива. Разом з ним встановлювалася нова, керована електронікою чотириступінчаста автоматична коробка передач з підвищувальної останньої передачею.
З 1993 модельного року стала стандартною раніше встановлювана на замовлення підвіска з електронним управлінням. У ній, за допомогою спеціальних пристроїв залежно від умов руху, автоматично змінювалася жорсткість на кожному колесі. Антиблокувальна система гальм стала стандартним обладнанням з 1991 модельного року, а противобуксовочна система пропонувалася під замовлення з 1992-го.

## Cadillac DeVille 7 (1994–1999)

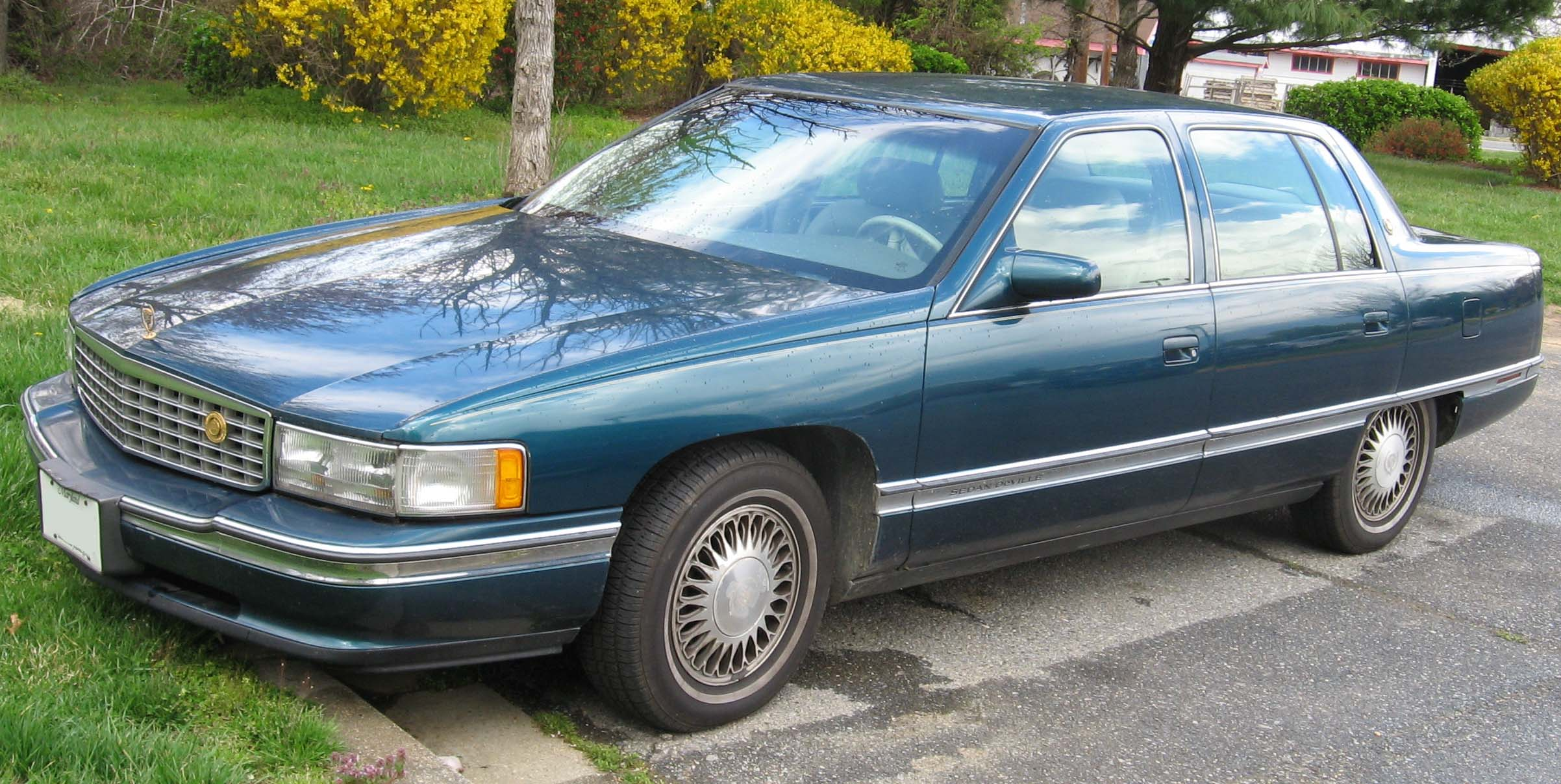
Cadillac DeVille 7 (1994–1999)

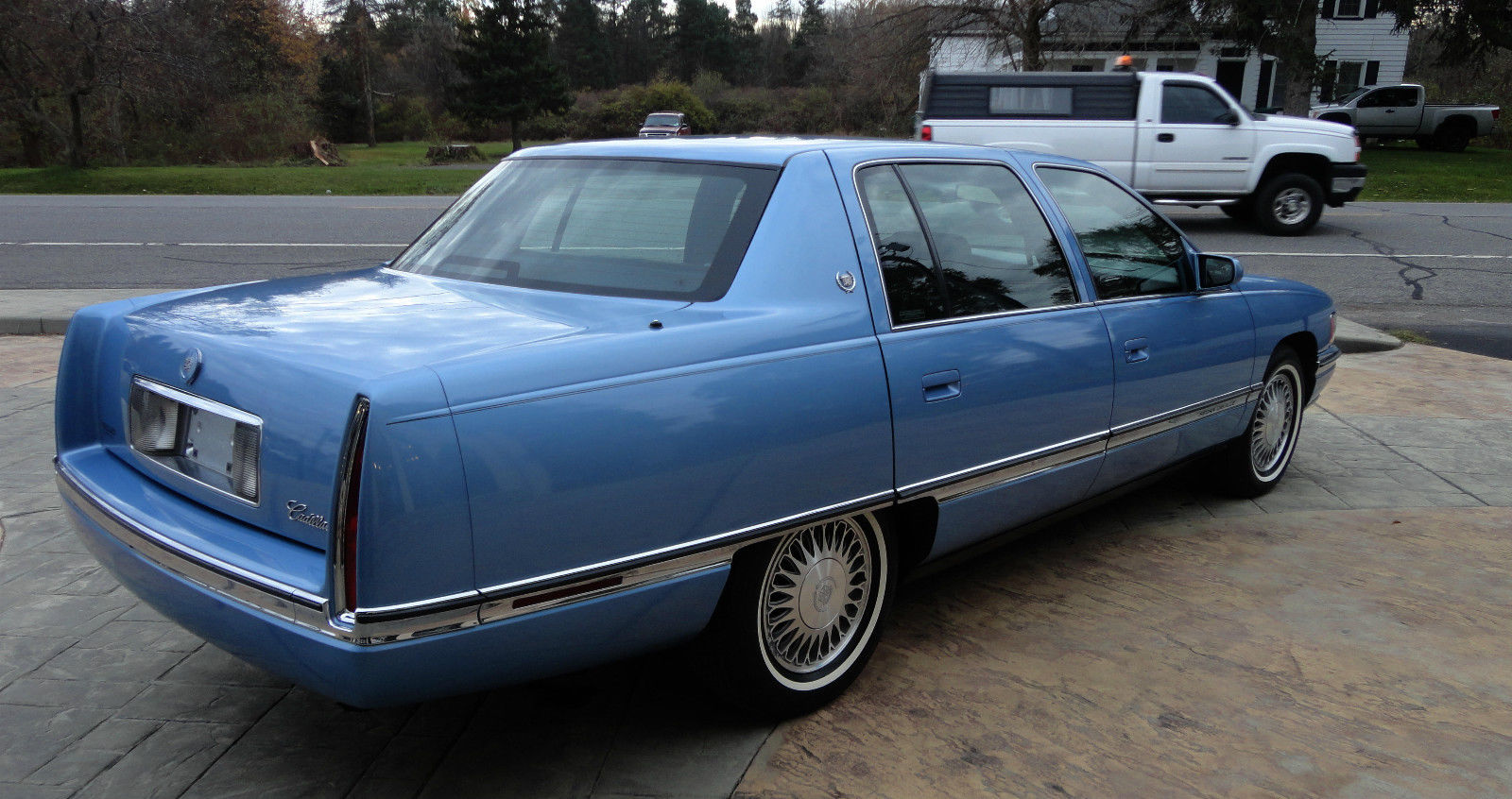

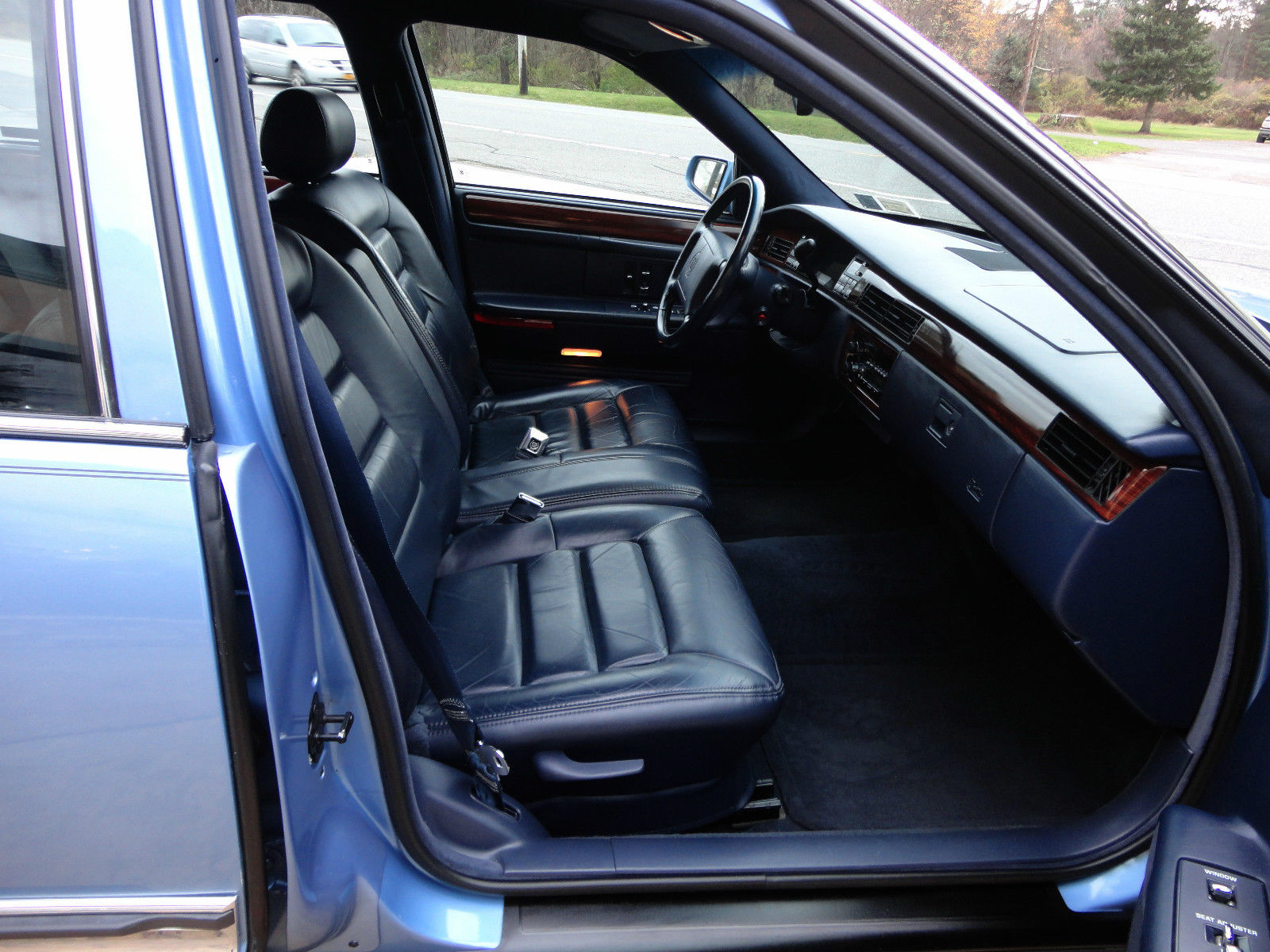

З 1993 року припинилося виробництво Coupe Deville, у продажу залишилися тільки седани. Автомобіль був переведений на нову передньоприводну платформу K-body і його збірка повернулася в Детройт. Новий седан зберіг колишню колісну базу 113,8 дюймів (2891 мм), але став трохи довший. Він мав стрункий обтічний кузов з потужним переднім бампером, хромована окантовка якого переходила на боковини кузова у вигляді широкого молдинга з написами Sedan Deville на дверях.
Кузов був спроєктований з урахуванням вимог стандартів по опору удару, в тому числі - збоку. Він мав каркас, виготовлений з високоміцної сталі, в якому розміщувалися пасажири і деформуються зони спереду і ззаду.
Розташований спереду поперечно V-подібний восьмициліндровий нижневальном (OHV) двигун робочим об'ємом 4,9 літра потужністю 200 к.с. залишився колишнім. З двигуном була зістикована автоматична гідромеханічна чотириступінчаста трансмісія 4T60-E з електронним управлінням і підвищує останньої передачею (overdrive).
Крім стандартної, випускалася «заряджена» версія автомобіля Deville Concours з новим двигуном серії Northstar. При робочому об'ємі 4,6 літра двигун розвивав потужність 275 к.с. Зовні модель відрізнялася емблемою Cadillac на решітці радіатора, прогумованими молдінгами на боковинах з написами Deville Concours на дверях і спеціального виконання литими 16-дюймовими колесами.
Починаючи з 1995 року всі автомобілі Deville стали оснащуватися двигунами Northstar. Sedan Deville використовував 275-сильну версію мотора, а Deville Concours - 300-сильну. Обидва двигуни агрегатувалися з чотириступінчастою гідромеханічної трансмісією 4T80-E.
Вперше для автомобілів корпорації, на моделі Cadillac стали встановлювати систему аварійного зв'язку OnStar [en]. При спрацьовуванні подушок безпеки система посилала сигнал оператору і автоматично викликала аварійні служби.
У 1996 році автомобіль був трохи змінений. Він отримав новий, з більш вираженим підйомом по центру, капот, нову решітку радіатора, передній бампер і крила. Нові задні крила тепер повністю відкривали колеса, на передніх дверях поверх молдинга тепер було написано просто Deville.
Замість моделі Fleetwood в каталогах Cadillac знову з'явилася люксовая версія Deville D'Elegance. Вона відрізнялася спеціальним золотистим орнаментом на капоті, емблемою Cadillac на задній панелі і вставками на бічних молдингах. Крім напису Deville на передніх дверях модель несла напис D'Elegance на задніх крилах.

### Двигуни
- 4.9 L L26 V8
- 4.6 L LD8 Northstar V8
- 4.6 L L37 Northstar V8

## Cadillac DeVille 8 (2000–2005)

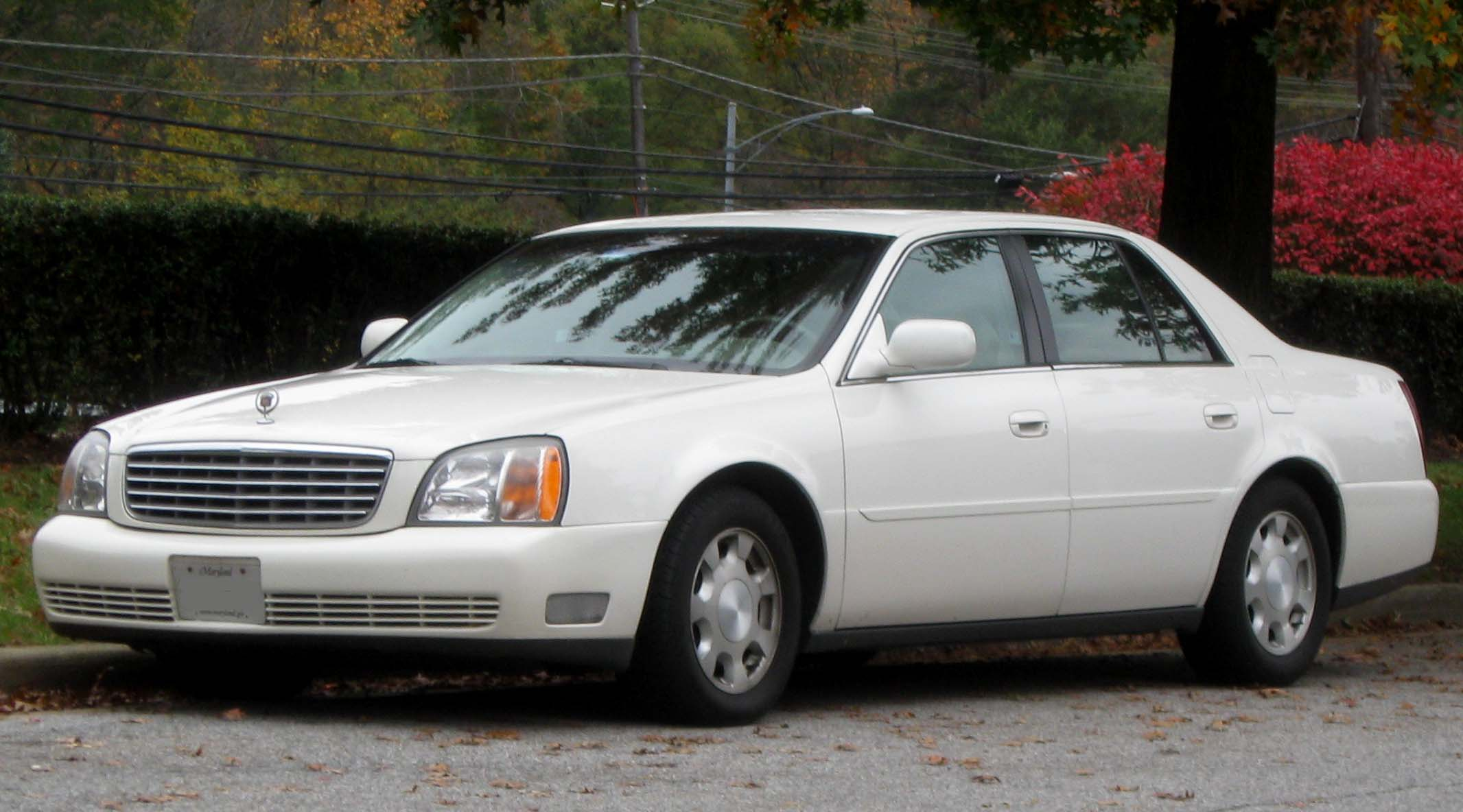
Cadillac DeVille 8 (2000–2005)

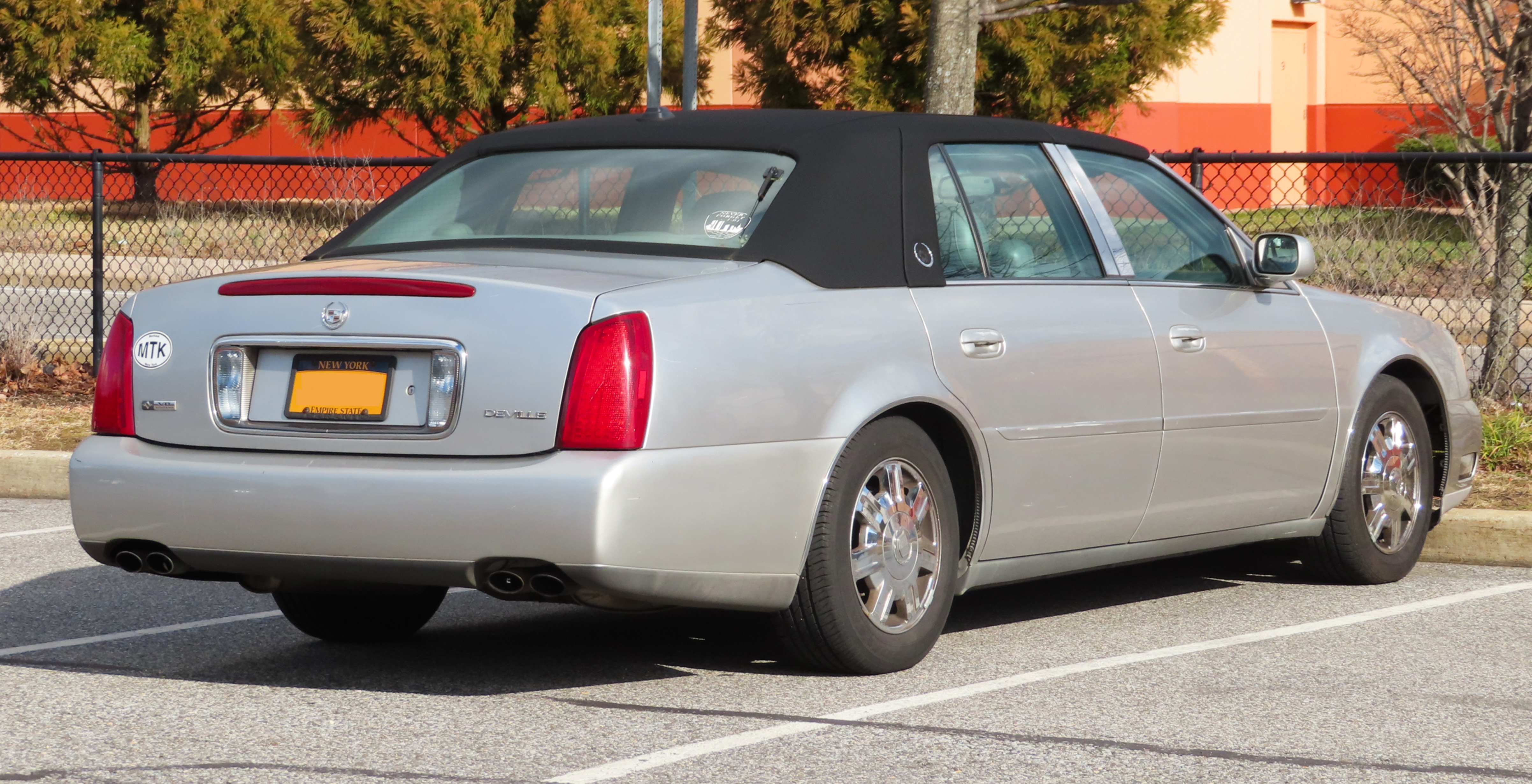

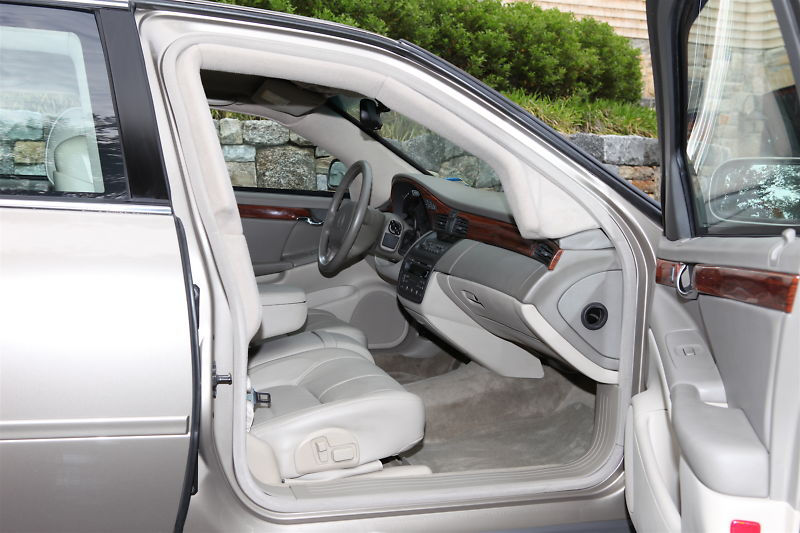

Перехід на нову передньоприводну платформу G-body призвів до того, що автомобіль став коротшим і вужчим, але більша колісна база дозволила зберегти просторий і комфортабельний салон. Випускалися три версії моделі: стандартний DeVille, люксовий DeVille High Luxury Sedan (DHS) та спортивний DeVille Touring Sedan (DTS). Автомобіль став витонченішим і моднішим демонструю простий і функціональну красу. Спереду виділялися обтічної форми решітка радіатора, вертикальні фари і виступаючий бампер. Плавний, згладжений контур, мінімум обробки хромом і чорні середні стійки візуально подовжували автомобіль. Задні ліхтарі і розташований на кромці багажника центральний стоп-сигнал мали світлодіодні лампи. Крім високої довговічності, як правило, вони не вимагають обслуговування протягом всього терміну служби автомобіля, вони мають малий час спрацьовування, приблизно в два рази швидше, ніж у звичайних ламп розжарювання.
Одним з основних завдань при створенні нової платформи було істотне збільшення жорсткість кузова, як на вигин, так і на кручення. Це був перший автомобіль корпорації General Motors зовнішні поверхні кузова і інтер'єр якого були повністю спроєктовані на комп'ютері. В результаті, споряджена маса автомобіля стала навіть трохи менше. Більш легкий і жорсткий капот виготовлений з алюмінію, також як і каркас переднього бампера. Спеціальної форми передні лонжерони поліпшили поведінку кузова при фронтальному зіткненні. Зовнішні та внутрішні панелі дверей виконані з єдиного листа металу і кріпляться до стійок проходять наскрізь болтами. Все це внесло свій вклад у підвищення загальної жорсткості, посилило захист салону при бічному зіткненні і забезпечило приємний звук закривання дверей.
Автомобіль стандартно устатковувався двома фронтальними подушками безпеки нового покоління і двома бічними подушками, вбудованими в спинки передніх сидінь. На замовлення встановлювалися бічні подушки безпеки для задніх пасажирів, які забезпечували їх додатковий захист при бічному зіткненні.
Останнє покоління отримало 4,6-літровий V8, який співпрацює з автоматичною коробкою передач. Для шанувальників азартної їзди була запропонована DTS-модель, назва якої розшифровується як DeVille Touring Sedan. Надійний та стабільний на високих швидкостях, автомобіль чудово слухається керма. Під капотом Cadillac DeVille встигло побувати чимало силових агрегатів. За потужність останніх моделей седана відповідає потужний 4,6-літровий V8 двигун. Представлений він у версії на 279 кінських сил для DeVille і DHS та на 305 - для DTS. Першій для розгону знадобиться 8,0 секунд. Спортивна модель DTS з її 305 к.с. до сотні кілометрів на годину розженеться за 7,3 секунди. Як не дивно, але витрачають вони однакові 9,8 л/100 км у змішаному циклі. Пару двигунам складає продуктивна чотириступінчаста автоматична коробка передач. Привід у седана - на передні колеса.
Останній автомобіль марки вийшов з воріт заводу Detroit/Hamtramck Assembly в четвер 23 червня 2005 року. Слідом на конвеєр став його наступник Cadillac DTS. Всього на цьому підприємстві з 1993 року було вироблено 1 131 465 автомобілів марки Deville.

### Двигуни
- 4.6 L LD8 Northstar V8
- 4.6 L L37 Northstar V8